# 長野県道32号長野停車場線
長野県道32号長野停車場線（ながのけんどう32ごう ながのていしゃじょうせん）は、長野県長野市末広町の長野駅から長野市岡田町の国道19号交点を結ぶ約450mの県道（主要地方道）である。

## 概要
長野駅と長野バスターミナルとを結ぶ全線4車線の道路で、ターミナル南通りと呼ばれている。国道19号・国道117号（県庁通り）方面から長野駅へのアクセス道路であるほか、長野市の交通セル政策における都心環状道路の南側を形成する。
平成に入ってから開通した道路であり（開通当初は長野市道）、繁華街とは反対側に向かうため、長野駅に近いにもかかわらず沿道の商業集積は未だ少ないが、ビジネスホテルやオフィスビルなどが立地する。

### 路線データ
- 路線認定[1]
  - 起点：長野停車場
  - 終点：長野市大字中御所
  - 重要な経過地：なし
- 道路の区域[2]
  - 起点：長野市大字南長野字石堂東1354番の5地先（JR信越本線長野駅）
  - 終点：長野市大字中御所字竹原243番の6地先（中御所北交差点、国道19号交点）
  - 実延長：450.2m
- 幅員：4車線（全線）
- 道路法第7条第1項該当号：1号[3]

## 歴史

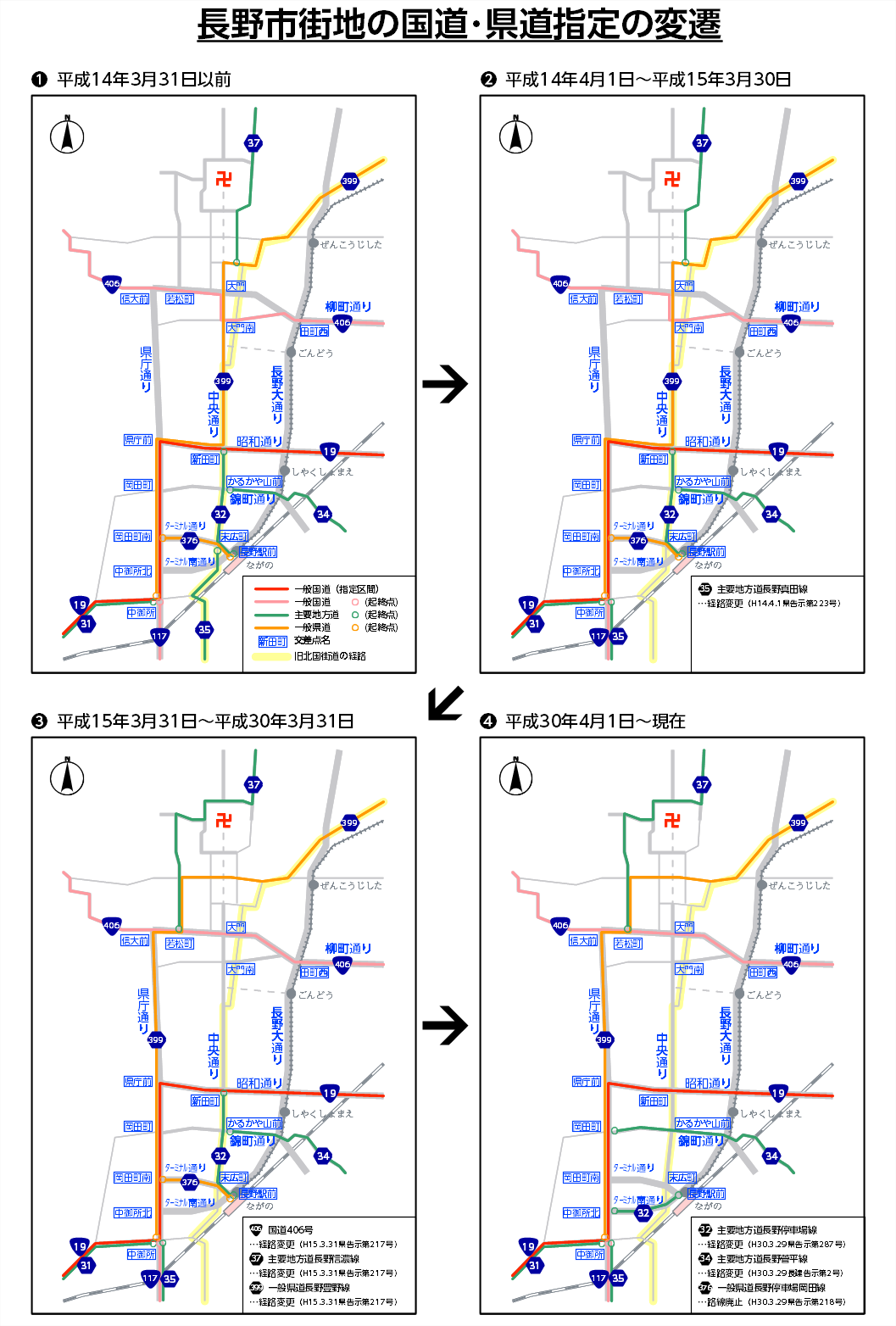
長野市街地の国道・県道指定の変遷

旧経路は府県道長野停車場線の認定から100年近くに亘り、長野駅第一線路である末広通りおよび善光寺表参道である中央通りが本路線に指定されてきた。
しかしながら、長野駅と善光寺とを結ぶこれらの道路を一体的に長野市が管理することを地元区長・商店会などが求めたことから、2018年（平成30年）4月1日に本路線の区域を変更し、末広通り・中央通りは長野市に移管された。なお、この移管に関連して、旧経路中に起点があった長野県道34号長野菅平線は延伸する形で区域を変更し、長野県道376号長野停車場岡田線は路線が廃止された。
旧経路の起点付近（末広町）には、1961年（昭和36年）設置の、「国宝善光寺参道」の文字がはめ込まれたアーチが長野駅を降り立った人々を長年迎えてきたが、2010年（平成22年）7月7日に撤去されている。

### 年表

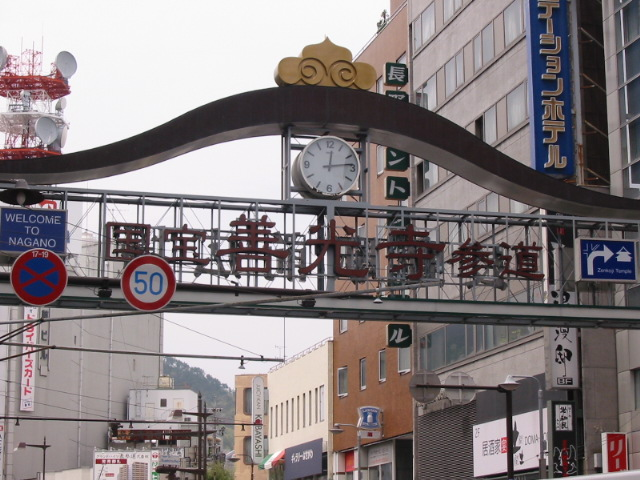
かつてあった参道のアーチ

- 1888年（明治21年） - 長野駅開業に伴い、一線路（現在の末広通り）が開通（cf. 二線路通り）。
- 1920年（大正9年）4月1日 - 府県道長野停車場線（長野市-長野停車場間）として認定[6]。
- 1954年（昭和29年）1月20日 - 長野停車場線の一部を主要地方道に指定[7]。
- 1955年（昭和30年）2月3日 - 長野停車場を終点から起点へと変更[8]。
- 1993年（平成5年）5月11日 - 建設省から、県道長野停車場線が長野停車場線として主要地方道に再指定される[9]。
- 2015年（平成27年）3月20日 - 地元区長・商店会から、長野駅〜善光寺間の道路管理一元化が要望される。
- 2018年（平成30年）4月1日 - 終点を中御所北交差点に変更[1]。

## 路線状況

### 別名
- ターミナル南通り（全線）

## 地理

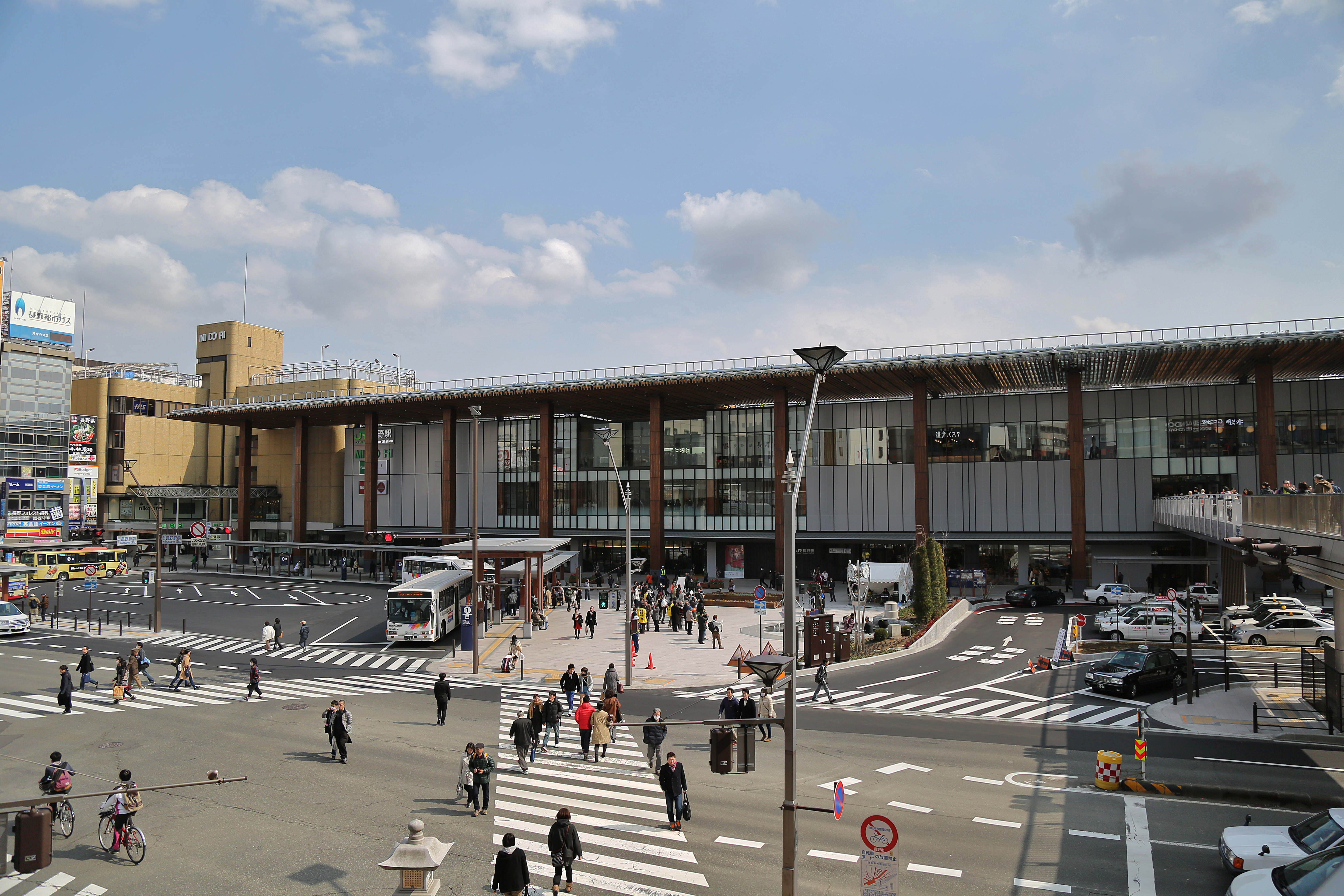
起点である長野駅

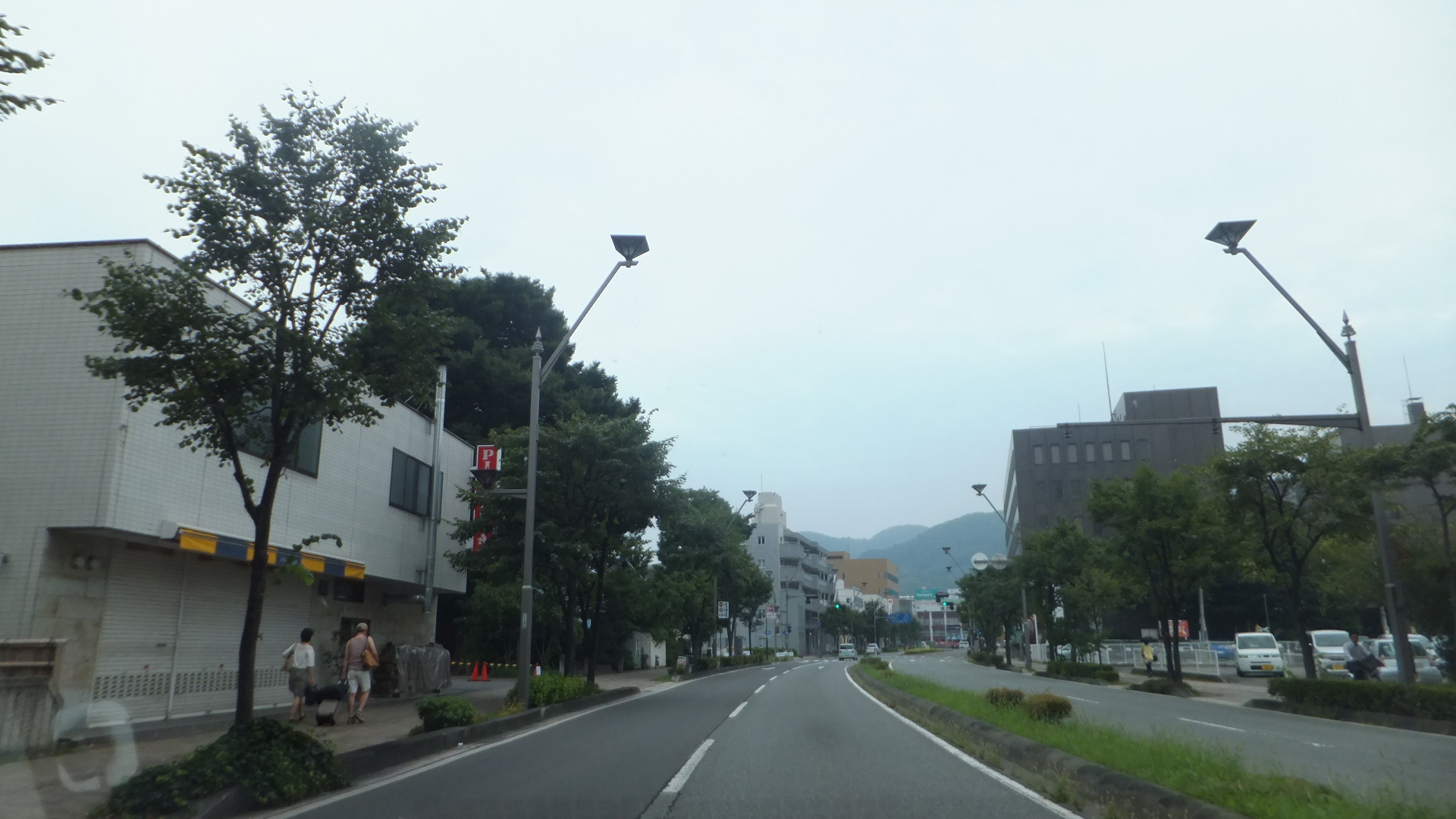
柳原神社付近から終点方面を望む

### 通過する自治体
- 長野市

### 交差する道路
↑ 長野市道（長野大通り）
- 長野駅前交差点（長野市末広町＝起点）
  - 長野市道（末広通り）
- 中御所北交差点（長野市岡田町＝終点）
  - 国道19号（県庁通り）

### 沿線にある施設など
- JR・長野電鉄長野駅
- ホテルメトロポリタン長野
- プリズムビル（トヨタUグループ本社ビル）
  - 長野トヨタ自動車 本社
  - トヨタカローラ長野 本社
  - ネッツトヨタ長野 本社
  - 長野トヨペット 本社
- 東横イン長野駅善光寺口
- 柳原神社
- 八十二銀行 本店
  - 日本銀行 長野事務所
- 長野バスターミナル